# Gosick
Gosick (jap. GOSICK -ゴシック-, Gosick – Goshikku von Gothic) ist eine Light-Novel-Reihe, die von Kazuki Sakuraba geschrieben und von Hinata Takeda illustriert wurde. Die neun Bände umfassende Reihe wurde 2003–2007 von Fujimi Shobō veröffentlicht. Im Jahr 2007 wurde sie von Sakuya Amano als Manga-Reihe adaptiert, die im Magazin Monthly Dragon Age erschien, das ebenfalls von Fujimi Shobō herausgegeben wird.

## Handlung
Die Handlung spielt im Jahr 1924 des fiktiven europäischen Landes Sauville. Dort lernt der japanische Austauschschüler Kazuya Kujō (久城 一弥) Victorica (Victorique in der englischen Übersetzung) de Blois, ein mysteriöses aber kluges Mädchen kennen, welches die Bibliothek nur zum Schlafen verlässt. Kujō kommt aus Japan, seine Familie ist sehr militärisch orientiert. Victoricas Bruder Grevil de Blois, welcher als Kommissar bei der Polizei arbeitet, nutzt ihre Intelligenz, um schwierige Fälle aufzuklären, was sie immer wieder von der Bibliothek fortführt.
Die Schüler der Saint-Marguerite-Akademie sind nicht so begeistert von der mehr als unheimlichen und okkulten Geschichte – das bekommt Kazuya Kujō prompt zu spüren. Am ersten Schultag bekommt er, aufgrund seiner schwarzen Haare und braunen Augen, den Titel „schwarzer Todesgott“ verpasst. Damit er Anschluss zu seinen Mitschülern finden kann, sucht er auf Empfehlung seiner Lehrerin Cécile hin die üppig ausgestattete Schulbibliothek auf und liest diverse Bücher zum Thema. Auf der höchsten Ebene der Bibliothek trifft er schlussendlich Victorica.
Victorica wirkt auf Kazuya eher wie eine Puppe, ist in Wirklichkeit aber seine Klassenkameradin und besitzt eine außergewöhnliche Gabe, Fakten und Erkenntnisse zu kombinieren.
Nur wenig begeistert die Schüler der Saint-Marguerite-Akademie mehr als unheimliche und okkulte Geschichten – das bekommt der aus Japan stammende Kazuya Kujou prompt zu spüren, als er aufgrund seiner schwarzen Haare und braunen Augen schon am ersten Schultag den Titel »Schwarzer Todesgott« verpasst bekommt. Damit er Anschluss zu seinen Mitschülern finden kann, sucht er auf Empfehlung seiner Lehrerin Cécile hin die üppig ausgestattete Schulbibliothek auf und liest diverse Bücher zum Thema. Nach einer Weile findet er dort auch ein langes, blondes Haar, das ihn zur höchsten Ebene der Bibliothek und schlussendlich zu Victorique de Blois führt. Da ist es kein Wunder, dass ein angeberischer Kerl namens Grévil – eigentlich ein angesehener Kommissar, in Wirklichkeit aber ein lausiger Detektiv – immer mal wieder in der Schule aufkreuzt, um Victoricas Schlussfolgerungen zu Fällen abzuluchsen, die Lorbeeren dafür aber selbst einzuheimsen.
Kazuya kann das im Gegensatz zu Victorica nicht einfach hinnehmen und stellt Grévil zu Rede – und prompt werden die beiden in einen Fall hineingezogen, der sich als weit gefährlicher erweist als erwartet. Es soll auch nicht der letzte gewesen sein, denn Victoricas Verlangen, weitere Fälle zu lösen und dabei für eine Weile der begrenzten Schulwelt zu entkommen, ist noch längst nicht gestillt.

## Entstehung und Veröffentlichungen
Die Light-Novel-Reihe Gosick wurde von Kazuki Sakuraba geschrieben. Die Illustrationen stammen von Hinata Takeda. Die Buchreihe wurde innerhalb Japans vom 10. Dezember 2003 bis zum 10. April 2007 vollständig veröffentlicht.
- Bd. 1: ISBN 4-8291-6229-5, 10. Dezember 2003
- Bd. 2: ISBN 4-8291-6254-6, 8. Mai 2004
- Bd. 3: ISBN 4-8291-6273-2, 9. Oktober 2004
- Bd. 4: ISBN 4-8291-6288-0, 8. Januar 2005
- Bd. 5: ISBN 4-8291-6310-0, 8. Juli 2005
- Bd. 6: ISBN 4-8291-6328-3, 10. Dezember 2005
- Bd. 7: ISBN 4-8291-6352-6, 10. Mai 2006
- Bd. 8: ISBN 4-8291-6375-5, 9. Dezember 2006
- Bd. 9: ISBN 978-4-8291-6387-0, 10. April 2007

In Deutschland erschienen die ersten 6 Bände zwischen November 2006 und Dezember 2008 beim Verlag Tokyopop. In englischer Sprache wird der Manga seit April 2008 ebenfalls von Tokyopop veröffentlicht.

### Gosick New Continent
Am 25. Dezember 2013 erschien die Fortsetzung „Gosick New Continent“ zu der original Novel-Reihe namens Gosick RED. Gosick RED wurde am 28. November 2014 mit Gosick BLUE fortgesetzt. Am 30. November 2015 erschien dann die Fortsetzung Gosick PINK.
- Gosick RED: ISBN 978-4-04-110640-2, 25. Dezember 2013
- Gosick BLUE: ISBN 978-4-04-102354-9, 28. November 2014
- Gosick PINK: ISBN 978-4-04-103646-4, 30. November 2015
- Gosick GREEN: ISBN 978-4-04-104596-1, 2. Dezember 2016

## Adaptionen

### Manga
Die Buchreihe wurde 2007 durch Sakuya Amano als Manga-Reihe adaptiert, die im Magazin Monthly Dragon Age erschien. Eine erste Zusammenfassungen der Kapitel als Tankōbon wurde am 9. Juli 2008 veröffentlicht. Der Manga ist bisher nur innerhalb Japans erschienen.
- Bd. 1: ISBN 978-4-04-712558-2, 9. Juli 2008
- Bd. 2: ISBN 978-4-04-712577-3, 10. November 2008
- Bd. 3: ISBN 978-4-04-712615-2, 9. Juli 2009
- Bd. 4: ISBN 978-4-04-712644-2, 9. Januar 2010
- Bd. 5: ISBN 978-4-04-712693-0, 9. November 2010

### Anime
Im Jahr 2011 adaptierte das Animationsstudio Bones die Light-Novel-Reihe als Anime-Fernsehserie. Die Regie führte dabei Hitoshi Nanba.
Die Erstausstrahlung der Serie begann in der Nacht des 8. Januar 2011 und damit am vorherigen Fernsehtag auf TV Tokyo. Einige Tage später begannen ebenfalls die Sender TV Aichi, TV Ōsaka, TV Setouchi, AT-X und TVQ mit der Ausstrahlung.

#### Synchronisation
| Rolle               | Japanischer Sprecher (Seiyū) | Japanischer Sprecher (Seiyū) | deutscher Sprecher |
| Rolle               | Hörspiel                     | Anime                        | Anime              |
| ------------------- | ---------------------------- | ---------------------------- | ------------------ |
| Kazuya Kujo         | Miyu Irino                   | Takuya Eguchi                | Lucas Wecker       |
| Victorique de Blois | Chiwa Saitō                  | Aoi Yūki                     | Anni C. Salander   |
| Grevil de Blois     | Takehito Koyasu              | Hidenobu Kiuchi              | Heiko Obermöller   |
| Avril Bradley       | Tomoko Kawakami              | Noriko Shitaya               | Rieke Werner       |
| Cecile Lafitte      | Yui Horie                    | Yui Kano                     | Corinna Dorenkamp  |

#### Musik
Im Vorspann wurde der Titel Destin Histoire verwendet, der von yoshiki*lisa interpretiert wurde. Der Abspann der Folgen 1–12 war mit dem Titel Resuscitated Hope unterlegt. Ab der 13. Folge wurde Unity verwendet. Beide Titel wurden von Lisa Komine gesungen.